# ما وراء الطبيعة (سلسلة)

رفعت إسماعيل كما رسمه الفنان إسماعيل دياب في رسم داخلى بالعدد 31

ما وراء الطبيعة سلسلة روايات خيالية للكاتب المصري الدكتور أحمد خالد توفيق، محورها ذكريات شخصية خيالية لطبيب أمراض دم مصري متقاعد اسمه رفعت إسماعيل حول سلسلة الحوادث الخارقة للطبيعة التي تعرض لها في حياته، بدءاً من العام 1959، أو الحكايات التي تصله من أشخاص مختلفين حول العالم، سمعوا عن علاقته بعالم الخوارق.
بدأت سلسلة ماوراء الطبيعة في 1993، وصدر منها حتى 2014 العدد 80 وهو أسطورة الأساطير الجزء الثاني والذي انهى فيه الكاتب حياة رفعت إسماعيل بمرض عضال مع وعد بصدور حكايات لم يحكها بَعد وُجِدت في مذكراتهُ بعد وفاتهُ. كان أول ظهور لرفعت إسماعيل في 1993 سرداً لمغامرته مع مومياء الكونت دراكيولا في 1959 والمغامرة التي أعقبت ذلك في 1961 مع مستذئب في رومانيا.
ظهرت شخصية رفعت إسماعيل دراميا لأول مرة بشكل مقتضب في فيلم زي النهارده، ثم تبنت السلسلة الشركة العالمية نتفليكس كمسلسل يتم تصويره علي هيئه مواسم مقسمة الي حلقات وتم عرضه عبر المنصة الخاصة بالشركة يوم 5 من شهر نوفمبر 2020.

## طبيعة السلسلة
شعار السلسلة هو روايات تحبس الأنفاس من فرط الغموض والرعب والإثارة، ويرى المؤلف موافقاً لبعض قرائه أن شعار السلسلة من النوع الذي يدفع القارئ للتحفز ضد الرعب الذي تعده به. سمة السلسلة الرئيسية هي التعامل مع الخوارق سواء اشتملت على أحداث مرعبة أم لم تفعل. وبرغم كونه الشخصية الرئيسية في السلسلة، إلا أن رفعت إسماعيل ليس بطل كل حكايات السلسلة، فابتداء من العدد الثاني والعشرين للسلسلة، وحتى التاسع والعشرين، اكتفى بدور السارد للخطابات التي وصلته، والتي تشتمل على أحداث خارقة للطبيعة، أكثرها مخيف.
تُحكى معظم المغامرات بضمير المتكلم، لكن شكل السرد في السلسلة قد يتخذ شكل خطابات متبادلة،  أو قصاصات من صحف وخطابات كما في الجزء الأول من أسطورة الغرباء، أو كحكايات متصلة كما في أسطورة الشاحبين، وجزئها الثاني أسطورة دماء دراكيولا أو قصص قصيرة كما في أسطورة شبه مخيفة

### حلقات الرعب

غلاف أحدي حلقات الرعب بريشة إسماعيل دياب.

العدد الأخير في كل حلقة أعداد يكون حلقة رعب في السلسلة، ويحمل طابع عدد ممتاز على غلافه. كانت أول حلقة رعب في العدد العاشر هي أسطورة حلقة الرعب، ثم تلتها حلقة الرعب الثانية حكايات التاروت، فالثالثة: أسطورة بعد منتصف الليل، والرابعة: وراء الباب المغلق، والخامسة: في جانب النجوم، والسادسة: المتحف الأسود، حتى آخر حلقة صدرت في يوليو 2007، الحلقات المنسية وقد استحوذت على قلوب القراء.

### العوالم الموازية
ابتداء من العدد الثامن، أسطورة أرض أخرى، دخل السلسلة شخصيتان جديدتان هما التوأم الكوني سالم وسلمى الذين يهربان بين العوالم المتوازية ليزورا أراضي أخرى تشبه الأرض الحالية لكنها تختلف عنها في أمور ما. في أرض أخرى وصل سالم وسلمى إلى أرض بلا فراعنة، ثم في العدد الثالث والثلاثين ارتحل سالم وسلمى إلى أرض المغول، حيث لايوجد سيف الدين قطز، وحيث يحكم المغول الأرض. وفي العدد الثامن والخمسين، أسطورة أرض العظايا، وصل سالم وسلمى إلى أرض اتحدت فيها الدول الغربية وقامت بالقضاء على شعوب آسيا وأفريقيا ومن بينهم العرب، ثم أنشأت صندوق الأنواع المنقرضة لحماية ماتبقى من الأعراق المُبادة، والتي سُميت بالعظايا. وفي آخر ظهور لهما في السلسلة، أسطورة أرض الظلام، وصل سالم وسلمى إلى أرض غرقت في ظلام تام.
كان لرفعت إسماعيل لقاؤه الخاص مع العوالم الموازية في أسطورة رفعت، حيث التقى بنفسه قادماً من أرض أخرى ليحتل مكانه في هذه الأرض، ونجح في إعادة توأمه الكوني إلى أرضه الأصلية.

### المسافر عبر الأزمنة
في العدد الحادي عشر من السلسلة، يتعرف رفعت إسماعيل على هن-تشو-كان، كاهن النافاراي الأخير الذي فر إلى قرية كفر بدر المصرية من معبده في التبت، وقفز معها في الزمن أربعة قرون من القرن السادس عشر إلى القرن العشرين، ويصبح صديقاً له يستضيفه في شقته.
يحمي هن-تشو-كان كتاب النافاراي المقدس، الشوكارا، ولذا يتعرض إلى مطاردات زميله القديم في المعبد، الكاهن الخائن جينغ-تشا الذي يلاحقه إلى مصر ويشتبك معه في صراع مميت.
يظهر هن-تشو-كان في عدد من المغامرات، ويعني ظهوره ارتجاعاً زمنياً إلى التبت في القرن السادس عشر، حيث يستمد قوته ووجوده من تراث كهنة النافاراي الذين نشأ بينهم.

### جانب النجوم
يقول أحمد خالد توفيق أن جانب النجوم أسطورة حقيقية يعتقد أهل رومانيا أنه المكان الذي تقطن فيه كل المسوخ، ويستخدمه في السلسلة عدة مرات، في عدة مواضع مختلفة، مشيراً إلى الثغرات الأرضية التي تسمح لمسوخ جانب النجوم بالمرور إلى العالم الأرضي، ويتحدث عن سبع فتحات في رومانيا، وفتحة في مصر هي التي عبرت منها شياطين بيموك.
بالإضافة إلى كونه معبراً للمسوخ إلى العالم الأرضي، فإن جانب النجوم يخدم بمثابة محكمة للخطاة من البشر، فأولئك الذين أسرفوا على أنفسهم، تقودهم خطاهم إلى عبور جانب النجوم، والمثول في حضرة سادة النجوم الذين يطالبونهم برواية أكثر آثامهم شراً، لينعم أكثرهم شراً بالعيش في جانب النجوم كأحد سادة النجوم، لكن روايات الخطاة تنتهي جميعها بالتهامهم من قبل روكيان الأماسي الذي يتشكل جسده من أجساد الذين التهمهم من قبل.
وفي حلقة الرعب الخامسة يحضر رفعت إسماعيل محكمة جانب النجوم، ويشهد هلاك رفاقه في المحاكمة، لكن د. لوسيفر ينقذه ليعيده إلى الأرض متسائلاً عن آثامه الأشد سوءاً.
يسخر المؤلف من استخدامه المفرط لجانب النجوم في سلسلته الأخرى فانتازيا، مشيراً إلى أنه جعله مكاناً جغرافياً ثابتاً لا ينقصه إلا وسيلة مواصلات رسمية.

### شياطين جانب النجوم
شياطين تحدث عنهم رفعت إسماعيل في أسطورتي دماء دراكيولا، وطفل آخر. والتقى بهم أخيراً في حلقة الرعب الخامسة (في جانب النجوم)، حيث انتقل إلى جانب النجوم بمكيدة من د. لوسيفر، وحضر محاكمة بعض الخاطئين الفانين في جانب النجوم. لم يقابل رفعت كل شياطين جانب النجوم، لكنه تعرف على الطبيعة الحقيقية للمستذءبين ومصاصي الدماء.
قابل رفعت في جانب النجوم: سيجفريد الأميدي، روكيان الأماسي، نيفار الأشوري، يوليان المغتصب، دراكون الجيلي، وفلاد الوالاشي. وكان رفعت قد منع فلاد الوالاشي من عبور بوابة هالماجيو من قبل، كما أنه قد قابل شياطين بيموك. وكان له مغامرة خاصة مع خرياسوس المدوّن ابن د.لوسيفر شخصيآ واكتشف رفعت إسماعيل أن د. لوسيفر يتزعم هذه الشياطين.

## شخصيات السلسلة

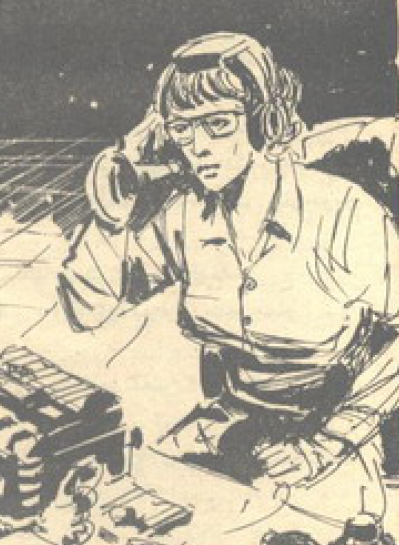
ماجي ماكيلوب، رقيقة هشة عيناها زرقاوان وشعرها ذهبي ثائر.

| ”             | عندما تغرب الشمس..و تلطخ دماؤها ثوب المساء الأزرق..عندئذ يبدأ فجر النافاراي | “ |
| — هن تشو كان. |                                                                             |   |

- رفعت إسماعيل طبيب أمراض الدم المصريّ المتقاعد، الشخصية الرئيسية في السلسلة، وراوي الأحداث بطل مضاد، لا يمتاز بأي مقومات بطولة جسمانية متعارف عليها، ويميل إلى تجنب المشاكل، غير أن خطاه تقوده إلى التورط في أحداث فائقة رغماً عنه. عجوز ضئيل البنيان، أصلع الرأس، مدخن، يرتع في جسمه عدد لا بأس به من العلل.[4]

يقول عن نفسه:
| ما وراء الطبيعة (سلسلة) | أنا الشيخ الفاني الذي تشبه حياته ورقة في شجرة صفصاف إبّان الخريف . الكل ينتظرها كي تسقط, الكل يعرف يقينًا أنّها ستسقط, ناموس الحياة يقول إنها ستسقط , لكنها لم تسقط بعد! والتفسير الوحيد عندي هو أن أجلي لم يحِن بعد . | ما وراء الطبيعة (سلسلة) |

- ماجي ماكيلوب خبيرة فيزياء اسكتلندية تعرف عليها رفعت حين كان يدرس الدكتوراه في جامعة داندي تحت إشراف أبيها السير جيمس ماكيلوب. يحب رفعت ماجي، وتبادله الحب، لكنها تفضل أن يبقيا بعيدين عن بعضهما لئلا يكتشفا عيوب بعضهما البعض. تطغى شخصيتها في السلسلة على الرغم من أن رفعت لا يتحدث عنها كثيرا.. في السلسلة، وكان أول ظهور لها في العدد الثالث، أسطورة وحش البحيرة، وآخر ظهورها في أسطورة شبه مخيفة العدد الثالث والسبعين.

يُحادِث ماجي:
| ما وراء الطبيعة (سلسلة) | - للأبد ؟ - ماذا ؟ - ستظل تحبنى للأبد ؟ - حتى تحترق النجوم وتفنى العوالم .. حتى تتصادم الكواكب وتذبل الشموس وحتى ينطفئ القمر وتجف البِحار والأنهار .. حتى اشيخ فتتآكل ذكرياتى حتى يعجز لسانى عن لفظ اسمك .. حتى ينبض قلبى للمره الأخيرة فقط عند ذلك ربما اتوقف ، ربما. | ما وراء الطبيعة (سلسلة) |

- عادل توفيق صديق طفولة رفعت وعميد في مديرية أمن الإسكندرية، يربطه برفعت رباط روحي وثيق.. شارك في العديد من المغامرات، وكان أول ظهور له في العدد الرابع، أسطورة آكل البشر، وآخر ظهور في (أسطورة نادي الغيلان).
- سهام عبد المنعم زوجة عادل توفيق، وشقيقة هويدا.
- هويدا عبد المنعم شقيقة سهام، وخطيبة رفعت السابقة، واشتركت مع رفعت في بعض مغامراته، أهمها أسطورة لعنة الفرعون.
- فرانتز لوسيفر شخصية غامضة أُخبر عنها في السلسلة مراراً، وتمثل العامل المضاد فيها. ظهر بشخصه للمرة الأولى في حكايات التاروت، كقارئ أوراق تاروت مجري تسبب في كوارث لمن قرأ لهم أوراقهم، واتضح فيما بعد أنه شخصية خوارقية. يعتبره رفعت إسماعيل تجسيداً للشيطان.
- هن-تشو-كان آخر كهنة النافاراي الناجي من المذبحة التي تعرض لها كهنة النافاراي، والمرتحل إلى القرن العشرين عن طريق كتاب النافاراي المقدس: الشوكارا. كان أول ظهور له في أسطورة الكاهن الأخير.
- سالم وسلمى المرتحلان بين العوالم الموازية. يتعرف عليهما رفعت عن طريق رسائل سالم إليه، والتي تخبره بمغامراتهما. تبدأ مغامراتهما عادة بكلمة: أرض...
- سام كولبي النصاب الأمريكي اليهودي الذي يتعرف عليه رفعت في أسطورة بو، ويقوده إلى مقابلة لوسيفر، وجون موهون، وميخائيل ميلفسكو، لكنه يثبت نفعاً في أسطورة العلامات الدامية.
- الهام السويفي صديقة رفعت منذ أيام الطفولة، ولقد كان رفعت يحبها وهو صغير.
- عبير ابنة خال رفعت وصديقة الهام.
- نجلاء عبد الجواد: وهي إحدى التوأمين اللتين كانتا تعانيان من التطابق الشعورى.
- شيراز هي الفتاة التي صادقت رفعت أيام الطفولة ليكتشف في النهاية انها شبح.
- عزت شريف «واسمه الأصلي شاكر» جار رفعت، مثّال مصاب بمتلازمة أديسون، يظهر من حين لآخر في السلسلة، ويشارك رفعت بعض مغامراته. حسبه رفعت أول مرة آكل لحوم بشر، وكان أول ظهور له في العدد الرابع، أسطورة آكل البشر.
- هاري شيلدون صديق رفعت أمريكي. مهندس كمبيوتر عصبي مُشاجِر، يدخل مع رفعت في مغامرات عديدة، وفي بعضها يظهر معه زوجته ليندا، وطفلهما جيمي. كان أول ظهور له مع أسرته في العدد الخامس، أسطورة الموتى الأحياء.

صورة داخلية من العدد 20.

- الأم مارشا: هي ساحرة الفودو العجوز القادمة من جامايكا هي وابنها جابرييل.كان أول ظهور لها في «اسطورة الموتى الأحياء» «الكتيب الخامس» وكان لها الفضل في انقاذ هارى ورفعت ولندا من الهول الذي ينتظرهم.ثم تظهر بعد ذلك في «حكايات التاروت» «الكتيب العشرون» وهي تظهر على شكل نبؤة يتنبأ بها الدكتور «فرانتز لوسيفر» وتقول النبؤة ان الأم مارشا سوف تقود لندا إلى الموت بأبشع الطرق باستعمال سحر الفودو.ثم يكون آخر ظهور لها في «اسطورة الدمية» «الكتيب السابع والثلاثون» حين تتحالف هي وساحرة أخرى تدعى «ماريانا بوجادو» في خداع هارى وزوجته حتى يحصلا على الشباب ولكنهما تفشلان في النهاية وتقتل ماريانا على يد هارى.
- د. سامي فهيم محلل نفسي، وصديق لرفعت. هو وزوجته ثريا زوجان اجتماعيان جداً، لم ينجبا أطفالاً. د. سامي مهتم بصحته، ويقيم دائماً حفلات تحدث فيها أمور غريبة. كان أول ظهور له في العدد العاشر، أسطورة حلقة الرعب، وظهر فيما بعد مراراً. وفي أسطورة نادي الغيلان، كان شخصية محورية.
- د. كاميليا التي يقابلها رفعت في أسطورة عدو الشمس، ثم يكتشف أنه لم يقابلها هي وإنما قابل طيفاً متنكراً في شكلها. تصبح ورفعت صديقين، لكنهما يتشاجران بإفراط شديد، ورغم صداقتهما المتينة إلا أن كاميليا تظن بعقل رفعت الظنون. يخطب رفعت إسماعيل القادم من العالم الموازي كاميليا، فيزيد الأمور تعقيداً. لكن كاميليا تساعد رفعت حين يتحول إلى طفل رضيع في أسطورة تختلف.
- د. محمد شاهين، خبير الأنثروبولوجي الساذج الذي أصبح صديقاً لرفعت إسماعيل فيما بعد. كان أول ظهور له في أسطورة آكل البشر، وشارك في عدة مغامرات خفيفة الوطء قبل أن يتوفى بالسكتة القلبية.
- شريف السعدني مذيع موهوب ومثابر، يُقنع رفعت بالمشاركة في برنامج (بعد منتصف الليل) الذي يعتمد على اتصالات المشاهدين لاستشارة رفعت في الأمور الخوارقية التي يتعرضون لها. كان أول ظهور له في أسطورة بعد منتصف الليل ثم في أسطورة الرقم المشؤوم، وبعدها لم يظهر إلا في العدد السبعين من السلسلة، الحلقات المنسية.
- مدام ثريا زوجة د.سامى، وعلى علاقة طيبة برفعت إسماعيل.
- رمزى حبيب عالم مصريات كان أول ظهور له في أسطورة لعنة الفرعون كما ظهر في أسطورة مملة وأسطورة الفتاة الزرقاء.[5]
- ماري حبيب زوجة عالم المصريات رمزي حبيب
- شياطين جانب النجوم شياطين تحدث عنهم رفعت إسماعيل في أسطورتي دماء دراكيولا، وطفل آخر. والتقى بهم أخيراً في حلقة الرعب الخامسة (في جانب النجوم.

## مناطق السلسلة الجغرافية
تنقسم المناطق الجغرافية في السلسلة إلى مناطق حقيقية، وأخرى متخيلة. فيما تغطي المغامرات حقلاً واسعاً يمتد من الولايات المتحدة إلى الصين، مروراً برومانيا وبريطانيا وليبيا ومصر.
- مصر: يُقيم رفعت إسماعيل في القاهرة، وفيها تحدث بعض مغامراته كلقائه بالأطياف، وهجوم شبح نورمان ماكيلود الغاضب عليه، ومطاردة شياطين العزيف. ويأتي من القرية المتخيلة كفر بدر في محافظة الشرقية التي يخوض فيها مغامرة مع النداهة، وأجزاء من مغامرته مع النبات الحيواني. كما أنه يخوض بضع مغامرات في الإسكندرية مع صديقه العميد عادل توفيق. وفي المنصورة حيث نشأ في بيت خاله يخوض مغامرة مع بيت له قوىً نفسية خارقة.
- رومانيا: يتجول رفعت إسماعيل في أقاليم رومانيا بصحبة صديقه الروماني جوستاف فيكولسو، ويذهبان معاً إلى والاشيا ومولدوفا، كما يخوضان مغامرة الشاحبين في قرية هالماجيو الواقعة في إقليم بوكوفينا المتخيل، والذي ينتمي إليه د. لوسيفر.
- بريطانيا: أول مغامرات رفعت في بريطانيا كانت أول مغامرة في السلسلة، مصاص الدماء. واستمرت مغامراته في أجزاء مختلفة من بريطانيا حيث يتعرض لمطاردة العشيرة في لندن، ويواجه وحش لوخ نيس في اسكتلندا، كما أنه يهدم جدار خريولسن في ويلز. ومن بريطانيا تنبع أصول بعض المغامرات، كما في أسطورة الكلمات السبع، وأسطورة نادي الغيلان.
- الولايات المتحدة الأمريكية: في الولايات المتحدة الأمريكية يخوض رفعت تجربة غريبة تحمله إلى عوالم الشاعر الأمريكي إدغار آلان بو، كما يلتقي د. لوسيفر في حفل سحرة نيويورك، ويلتقي الساحر الروماني ميخائيل ميلفسكو في حفل لذات الرابطة بعد سنوات. وفيها يخوض مغامرة الرجال الذين لم يعودوا كذلك، وإليها يذهب عندما يتصل به جون موهون في أسطورة ملك الذباب.
- اليونان: في اليونان يخوض رفعت إسماعيل مغامرة رأس ميدوسا مع زميلة دراسته السابقة تابيثا مكجفرت وزوجها اليوناني، كما تصله منها رسالة تتحدث عن المينوتور، وتظهر من جديد كمصدر لصندوق بندورا في الأسطورة التي تحمل نفس الاسم.
- الصين (ومن ضمنها التبت): تحدث فيها بعض مغامرات المسافر الكوني هن-تشو-كان.
- ليبيا: في ليبيا يرتحل رفعت إسماعيل مع قبائل التبو، وبرفقة عالم إيطالي يصر على فتح كهوف العساس في أسطورة حارس الكهف.
- المكسيك: يذهب إليها رفعت في محاولة للتخلص من لعنة ري-دي-موسكاس التي تطارده، فيتسبب بظهور ملك جديد.
- جمايكا: يقضي رفعت إجازة فيها مع صديقه هاري شيلدون وعائلته، وفيها يواجهون الزومبي المفترضين، ويتعرفون على الأم مارشا الساحرة.
- إسبانيا: يذهب إليها رفعت بسبب امر من الكينونة في روايه معرض الرعب
- ألمانيا: يذهب في زيارة للتحقق من امر عالم ما (اسطورة فرانكنشتاين)
- جانب النجوم يسخر المؤلف من استخدامه المفرط لجانب النجوم في سلسلته الأخرى فانتازيا، مشيراً إلى أنه جعله مكاناً جغرافياً ثابتاً لا ينقصه إلا وسيلة مواصلات رسمية.[3]

## أغلفة السلسلة

إسماعيل دياب

رسم أغلفة السلسلة مع بدايتها إسماعيل دياب وحتى وفاته في فبراير 2005 وكان أخر غلاف قام برسمه هو غلاف العدد 65, ومن حينها يقوم أحمد شوقي برسم الأغلفة حتى الآن.
عن هذا يقول د.أحمد خالد توفيق:
| ما وراء الطبيعة (سلسلة) | طبعًا كان يقرأ القصة، وكان رأيه ينم عن خبرة نقدية عتيدة، فهو قد رسم أغلفة لكل شيء بدءًا بكتاب المؤسسة وانتهاء بترجمات دستويفسكي وبلزاك وموباسان.. إنه يحمل في ذهنه تراث ستين عامًا من القراءة؛ لهذا كان يحكم على القصة كلها بنظرة واحدة خبيرة، ولم يكن يجامل كما أنه لم يتحفظ قط في إبداء إعجابه .. إن الكاتب يقع دائمًا ما بين سندان النقد القاسي ومطرقة المجاملة الشبيهة بالكذب .. لذا لا أعلن سرًا إذ أقول إنني كنت أكتب وانا أتخيله يقرأ تلك السطور .. نعم كان يقرأ الرواية كلها ثم يرسم الغلاف .. يضع خطوطه بقلم ملون خشبي ثم يبدأ التلوين بـ الألوان المائية، ويختار بعض المواقف بالداخل ليرسمها بالحبر الشيني .. ولو رأيت الأغلفة الأصلية لشهقت انبهارًا لأن المطبعة تسرق 80% من جمال الغلاف وتألقه .. | ما وراء الطبيعة (سلسلة) |

## أعداد السلسلة

مجموعة من الأعداد

صدر من السلسلة ثمانون.
| رقم العدد | اسم العدد                          | ملاحظات |
| --------- | ---------------------------------- | --- |
| 1         | مصاص الدماء وأسطورة الرجل الذئب    | أول أعداد السلسلة، يظهر جوستاف فيكولسو في أسطورة الرجل الذئب |
| 2         | أسطورة النداهة                     | أول مغامرة لرفعت إسماعيل في مصر. يظهر فيها جميع أفراد أسرته الأحياء |
| 3         | أسطورة وحش البحيرة                 | تظهر فيها ماجي ماكيلوب مع أبيها السير جيمس ماكيلوب |
| 4         | أسطورة آكل البشر                   | أول ظهور لـ: عزت شريف، عادل توفيق، د. محمد شاهين |
| 5         | أسطورة الموتى الأحياء              | أول ظهور لهاري شيلدون وعائلته، والأم مارشا |
| 6         | أسطورة رأس ميدوسا                  | أول مغامرة لرفعت في اليونان |
| 7         | أسطورة حارس الكهف                  | أول وآخر مغامرة لرفعت في ليبيا، أول مواجهة مع قوى خوارقية لا تفسير لها |
| 8         | أسطورة أرض أخرى                    | أول ظهور لسالم وسلمى |
| 9         | أسطورة لعنة الفرعون                | فرعون منبوذ لسبب مجهول، يطارد مدنسي موميائه دون هواده |
| 10        | حلقة الرعب                         | أول حلقة رعب في السلسلة |
| 11        | أسطورة الكاهن الأخير               | أول ظهور لهن-تشو-كان |
| 12        | أسطورة البيت                       | إشارة إلى اتصال رفعت إسماعيل الأول بعالم الميتافيزيقيا |
| 13        | أسطورة اللهب الأزرق                | ثيمة الاحتراق الذاتي |
| 14        | أسطورة رجل الثلوج                  | مغامرة هن-تشو-كان مع الياتي أو المي-جي |
| 15        | أسطورة النبات                      | نبات يراوح بين المملكتين الحيوانية والنباتية |
| 16        | أسطورة النافاراي                   | تكملة متأخرة لأسطورة الكاهن الأخير |
| 17        | أسطورة حسناء المقبرة               | استحواذ شيطاني |
| 18        | أسطورة الغرباء                     | هلاوس حول سقوط جسم فضائي مجهول |
| 19        | أسطورة بو                          | أول مغامرات رفعت في الولايات المتحدة الأمريكية، مكرسة للشاعر الأمريكي إدغار آلان بو                                                                                                   |
| 20        | حكايات التاروت                     | أول ظهور شخصي لفرانتز لوسيفر. حلقة الرعب الثانية. |
| 21        | أسطورة عدو الشمس                   | تتحدث عن عالم أطياف أشتا |
| 22        | أسطورة المينوتور                   | أول رسالة في سلسلة خطابات وصلت إلى رفعت إسماعيل |
| 23        | أسطورة رعب المستنقعات              | لغز غير مفسر يرتبط بأسطورة الكلمات السبع |
| 24        | أسطورة إيجور                       | مغامرة في أغوار العقل البشري مع إيجور تاركوفسكي الموهوب في الإدراك الفائق للحس |
| 25        | أسطورة الجنرال العائد              | تكملة أسطورة إيجور وظهور الجنرال النازي ذي الموهبة المماثلة |
| 26        | أسطورة المواجهة                    | آخر أجزاء رحلة إيجور تاركوفسكي |
| 27        | أسطورتنا                           | ثيمة تحضير الأرواح ومنزل تحيط بسكانه الشبهات |
| 28        | أسطورة آخر الليل                   | آخر رسائل رفعت إسماعيل، عن الكوابيس |
| 29        | أسطورة الجاثوم                     | تكملة لأسطور آخر الليل، مواجهة مع إنكوبوس |
| 30        | بعد منتصف الليل                    | حلقة الرعب الثالثة، برنامج بعد منتصف الليل |
| 31        | أسطورتها                           | عودة ماجي ماكيلوب وسلسلة قتل منظمة لاصدقائها فهل يكون رفعت أحد الضحايا ؟؟ |
| 32        | أسطورة رفعت                        | رفعت إسماعيل يواجه نفسه قادماً من عالمٍ موازٍ |
| 33        | أسطورة أرض المغول                  | ثاني مغامرات سالم وسلمى في العوالم الموازية، تطرح افتراض حكم المغول للأرض |
| 34        | أسطورة الشاحبين                    | في رومانيا، تنويع على مصاصي الدماء |
| 35        | أسطورة دماء دراكيولا               | تكملة أسطورة الشاحبين. الظهور الثاني للوسيفر. |
| 36        | أسطورة الفصيلة السادسة             | فصيلة أشباح نازية من الحرب العالمية الثانية |
| 37        | أسطورة الدمية                      | دمية فتيش يحاول هاري شيلدون استردادها (راجع أسطورة الموتى الأحياء) |
| 38        | أسطورة النصف الآخر                 | السيال الحيوي بين التوأمين ناهد ونجلاء (توأمتان تعانيان من نفس الالام وفي نفس الوقت وهما على صلة قرابة باحد اصدقاء رفعت)                                                              |
| 39        | أسطورة التوءمين                    | تكملة أسطورة النصف الآخر |
| 40        | وراء الباب المغلق                  | حلقة الرعب الرابعة. |
| 41        | أسطورة فرانكنشتاين                 | إعادة إحياء لرواية فرانكشتاين للإنكليزية ماري شيلي |
| 42        | أسطورة الكلمات السبع               | تكملة لحكاية رعب المستنقعات، وباء كلتي غامض |
| 43        | أسطورة تختلف                       | عودة رفعت إسماعيل إلى سن الطفولة |
| 44        | أسطورة رجل بكين                    | سبب فناء رجل بكين المزعوم (ظهور هن تشو كان من جديد) |
| 45        | أسطورة بيت الأفاعى                 | بيت يتحول سكانه إلى أفاعٍ |
| 46        | أسطورة طفل آخر                     | الاستحواذ الشيطاني على طفل صغير |
| 47        | أسطورة المنزل رقم 5                | منزل مملوك لكائنات فضائية |
| 48        | أسطورة المومياء                    | يد المجد |
| 49        | أسطورة العشيرة                     | عشيرة آكلة للحوم البشر |
| 50        | في جانب النجوم                     | حلقة الرعب الخامسة |
| 51        | أسطورة الرقم المشئوم               | شيطان يطارد المتفائلين |
| 52        | أسطورة مملة                        | حفلة تتحول إلى سرد تاريخي فرعوني وضيوف غرباء |
| 53        | أسطورة النبوءة                     | عراف قادم من المستقبل |
| 54        | أسطورة العراف                      | تكملة أسطورة النبوءة |
| 55        | أسطورة (###099)                    | مخلوق فضائي منسي على الأرض |
| 56        | أسطورة ملك الذباب                  | أول زيارة إلى المكسيك ولعنة تجعل الذباب لصيقًا بالشخص |
| 57        | أسطورة المقبرة                     | ساحرة تعود بعد حرقها وتستحوذ على طفلة قريبة ماجي ماكيلوب |
| 58        | أسطورة أرض العظايا                 | ثالث مغامرة لسالم وسلمى |
| 59        | أسطورة رونيل السوداء               | تكملة أسطورة المقبرة |
| 60        | المتحف الأسود                      | حلقة الرعب السادسة |
| 61        | أسطورة الشئ                        | كيان غامض يستحوذ على جسم إنساني وتتحول اجزاء الجسم إلى كائنات مستقلة (بيروسات) |
| 62        | أسطورة صندوق بندورا                | د. لوسيفر يُحاكي أسطورة صندوق بندورا الإغريقية وهو صندوق يجلب البلاء لكل من فتحه |
| 63        | أسطورة المحركين                    | قصص قصيرة حول قوى التحريك عن بعد |
| 64        | أسطورتهم                           | تكملة أسطورة المحركين |
| 65        | أسطورة العلامات الدامية            | بطل هذا الكتيب هو كتاب العزيف وهو كتاب منسي مجزأ في العديد من البلدان وكل من يحاول جمعه يقتل                                                                                          |
| 66        | أسطورة الرجال الذين لم يعودوا كذلك | استحواذ غامض يقع على بلدة أمريكية ويحول أهلها إلى حشرات |
| 67        | أسطورة بيت الأشباح                 | فيلا محاطة بالغموض وفتاه مراهقة تصاب بالاستحواذ وساكن قديم على اتصال بكائنات تحت الأرض                                                                                                |
| 68        | أسطورة أرض الظلام                  | يصل فيها سالم وسلمى إلى أرض غرقت في ظلام تام وكانت آخر مغامرات الشخصيتين في السلسلة                                                                                                   |
| 69        | أسطورة نادي الغيلان                | عودة إلى موضوع أكل لحوم البشر عن طريق جمعية من أتباع أبراكساس تنشأ في مصر |
| 70        | الحلقات المنسية                    | عودة إلى برنامج (بعد منتصف الليل) |
| 71        | أسطورة الظلال                      | ظلال طليقة تتسبب في مقتل البشر |
| 72        | أسطورة الطوطم                      | عن دور الطوطم في القبائل الهندية |
| 73        | أسطورة شبه مخيفة                   | أحد شياطين جانب النجوم يرسم مصير رفعت إسماعيل |
| 74        | أسطورة أغنية الموت                 | تدور حول معزوفة موسيقية الّفها الموسيقار الألماني Carl Orff |
| 75        | أسطورة الطفيل                      | مغامرة لرفعت إسماعيل مع هن تشو كان |
| 76        | أسطورة معرض الرعب                  | د.رفعت يعيش احداث لوحات مرعبة لشياطين حقيقيه رسمها الفنان الإسباني فرانشيسكو جويا على جدران بيته                                                                                      |
| 77        | أسطورة الفتاة الزرقاء              | يعود فيها د.رمزي والضابط وهي عن اطفال فضوليون، بيوت ريفية غامضة، مومياوات ضائعة، رجال بمعاطف في شهر مايو، احداث غريبه واوبئة غامضة.                                                   |
| 78        | أسطورة حامل الضياء جـ1             | الجزء الأول من الأسطورة وفيها اسرار يكشفها الساحر البريطاني (الوحش) كراولي لـ د. رفعت بخصوص كتاب الاسرار الذي توارث سره اجداد د.رفعت، حيث يبحث عنه لوسيفر طوال هذه القرون.            |
| 79        | أسطورة حامل الضياء جـ2             | الجزء الثاني من الأسطورة وفيها تتمت العدد الثامن والسبعين، حيث يتقاتل كل من كراولي ولوسيفر للحصول على الكتاب وينتهي وجود الساحر كولبي للابد بانتحاره ويحتفظ د.رفعت بالكتاب لحين موته. |
| 80 (1)    | أسطورة الأساطير                    | صدر الجزء الأول منها في يناير 2014، وهي حلقة رعب كالمعتاد في الأجزاء العقدية من السلسلة.                                                                                              |
| 80 (2)    | أسطورة الأساطير                    | الجزء الثاني من حلقة الرعب الثامنة، وآخر أجزاء سلسلة ما وراء الطبيعة. |

## الأعداد الخاصة
ظهرت الأعداد الخاصة بسلسلة ما وراء الطبيعة في سلسلة خاصة بها، وصدر حتى الآن منها ستة أعداد:
| رقم العدد | اسم العدد            | ملاحظات |
| --------- | -------------------- | --- |
| -         | ثلاثة                | نشرت قبل الأعداد الخاصة وذلك في (كتاب الصيف - أشباح ولكن) لنبيل فاروق وأحمد خالد توفيق وآخرون، وجمعت الأبطال الثلاثة لأحمد خالد توفيق في نفس الرواية. |
| 1         | في كهوف دراجوسان     | أول الأعداد الخاصة ويعتمد مصير رفعت إسماعيل على إختيارات القارئ.                                                                                      |
| 2         | 36                   | 12 قصة مختلفة ولكل قصة نهايتان (نهاية سخيفة ونهاية مملة) لتعطينا 36 فصلا ومنه يأتي اسم العدد.                                                         |
| 3         | الأبجدية             | يقع رفعت إسماعيل تحت لعنة ساحر أفريقي تجعله يواجه في كل ساعة من ساعات اليوم وحش مخيف.                                                                 |
| 4         | قصتان                | إعادة نشر لأسطورة القادم ليلا وأسطورة مصاصة الدماء التي نشرت من قبل على شبكة الأنترنت.                                                                |
| -         | أسطورة ميسيا         | عبارة عن قصة مصورة في عددها الأول تتحدث عن تمثال غريب من نوعه يواجهه رفعت إسماعيل مع جاره عزت.                                                        |
| -         | أسطورة المرأة الأفعى | العدد الثاني من القصص المصورة يواجه فيها رفعت إسماعيل المرأة الأفعى في جزيرة يونانية في مغامرة جديدة من نوعها.                                        |
| 5         | أغانـي المهد         | وهى تعتبر لغز وتتحدث عن اغانى الاطفال. |
| -         | 30                   | عدد خاص بمناسبة مرور 30 سنة على روايات مصرية، وكذلك أيضا جمعت الأبطال الثلاثة لأحمد خالد توفيق في نفس الرواية.                                        |
| 6         | تلك المدينة          | |